# Amos 3
Амо́с-3 (AMOS 3) — израильский телекоммуникационный спутник связи серии «Амос», разработанный концерном Israeli Aerospace Industries и запущенный с космодрома Байконур в Казахстане 28 апреля 2008 года с помощью ракеты-носителя «Зенит-3SLБ».
Это первый запуск ракеты «Зенит» с наземного космодрома в рамках программы «Наземный старт». Ранее данная ракета использовалась только в рамках программы Sea Launch («Морской старт») и стартовала с плавучей платформы Odyssey из акватории Тихого океана. По плану, спутник должен был быть запущен утром 24 апреля, но в результате технических неполадок на космодроме запуск был отложен. Запуск состоялся 28 апреля 2008 года.
Амос-3 должен сменить отработавший свой ресурс спутник «Амос-1», запущенный в мае 1996 года. Новый космический аппарат, созданный в Израиле, призван обеспечивать высококачественную связь и широкополосную передачу данных на территории Ближнего Востока, Европы, Африки, а также в некоторых районах Северной и Южной Америки.
Изготовлен израильской компанией IAI («Israel Aircraft Industries»). Над созданием «Амос-3» три года работал коллектив из 100 человек. Заказчик — компания «Халаль Тикшорет» (IAI Sрасесоm). На данный момент[когда?]

 компания, главными акционерами которой являются «Евроком Ахзакот» и концерн «Авиационная промышленность» (ТАА), сообщает что заключила контракты на сдачу в аренду 76 % мощностей спутника.
Спутник снабжен четырьмя трансляционными антеннами, двумя из которых можно управлять с Земли. Несет на себе 250 кг аппаратуры связи. Благодаря установленным 15 транспондерам «Amos-3» расширит зону покрытия ретрансляторов Ku-диапазона.
Стоимость аппарата — 170 миллионов долларов. Вес — 1270 кг. Предполагаемые срок службы — 15 лет.

## Список телеканалов
- Кан 11
- Knesset Channel
- Middle East TV
- România TV[англ.]